# オグロメジロザメ
オグロメジロザメ（Carcharhinus amblyrhynchos）はメジロザメ属に属するサメの一種。インド太平洋のサンゴ礁で見られる最も一般的なサメで、特にドロップオフ周辺に多い。典型的なメジロザメ類の体型で、幅広く丸い吻・大きな眼を持つ。第一背鰭を除いた全ての鰭に黒い模様を持つこと（特に尾鰭の後縁）、2基の背鰭の間に隆起線がないことで他種と区別できる。全長1.9m程度。
泳ぎは速く、夜間に活動的になり硬骨魚や頭足類を食べる。他種に対しては攻撃的だが同種には寛容で、日中には大きな群れを作る。胎生で、2年毎に1-6匹の仔を産む。雌は浅瀬で群れを作り、高水温によって胎児の成長を促す。威嚇行動は非常によく知られており、近づいた他種のサメやダイバーなどに対して、攻撃の前に通常とは異なる姿勢で特殊な行動を取る。人への攻撃も知られ、特に威嚇行動時には注意すべきである。多数の地域で漁獲され、繁殖・移動力が低いために減少しており、IUCNは保全状況を絶滅危惧としている。

## 分類
1856年の学術誌Natuurkundig Tijdschrift voor Nederlandsch-Indië において、ドイツの魚類学者ピーター・ブリーカーによってCarcharias (Prionodon) amblyrhynchos の名で記載された。その後、本種はCarcharhinus 属に移された。タイプ標本はジャワ海から得られた1.5 mの雌である。学名は誤ってamblyrhynchus またはamblyrhinchos とされることもある。他の英名にはblack-vee whaler・bronze whaler・Fowler's whaler shark・graceful shark・graceful whaler shark・grey shark・grey whaler shark・longnose blacktail shark・school shark・shortnose blacktail sharkなどがあるが、いくつかの名は他の種にも用いられることがある。
古い文献では学名をCarcharhinus menisorrah としていることがある。インド洋西部に生息するCarcharhinus wheeleri（英:blacktail reef shark）は、第一背鰭の先端が白いこと、吻が短いこと、上顎歯列が1列少ないことを理由に別種とされていたが、現在では本種のシノニムと見なされている。脊椎骨数や歯の形態に基づいた1982年の形態系統解析では、本種はツマジロと近縁であるとされた。この結果は1992年のアロザイムによる分子系統解析でも支持されている。

## 形態

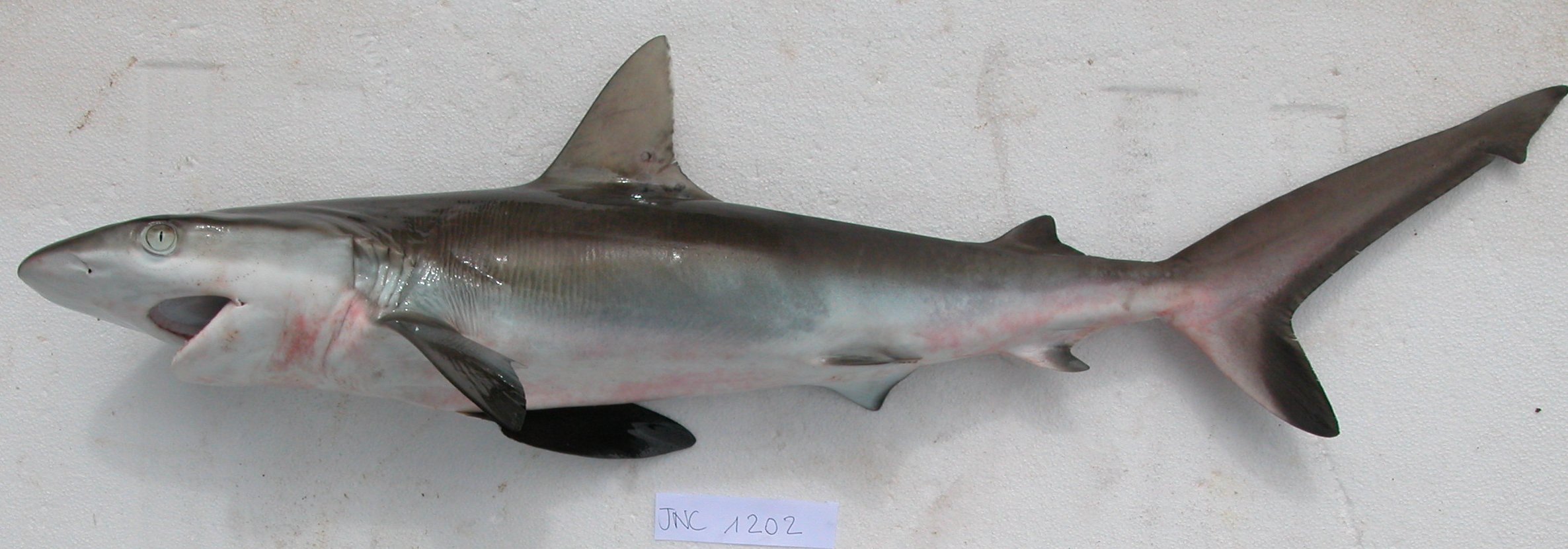
第一背鰭を除く全ての鰭の縁が黒いことが特徴である。

体は流線型で、ある程度頑丈である。吻は鈍くて長く、眼は大きく丸い。歯列は片側13–14（通常、上顎が14、下顎が13）。上顎歯は三角形で斜めになり、鋸歯を持つが、下顎歯は細く直立し、鋸歯は小さい。 第一背鰭は中程度の大きさで、第二背鰭との間に隆起線はない。胸鰭は細く鎌型。
背面は灰色で、青銅色の光沢があることもある。腹面は白。尾鰭の後縁には独特な黒い帯が走る。胸鰭・腹鰭・第二背鰭・臀鰭先端は黒か薄い黒。西部インド洋の個体は第一背鰭の先端に細く白い模様を持つことがあるが、太平洋の個体では見られない。浅瀬に生息する個体は日焼けのために黒くなる。多くの個体は1.9m以下である。最長で2.6m、最重で33.7kgの記録がある。

## 分布

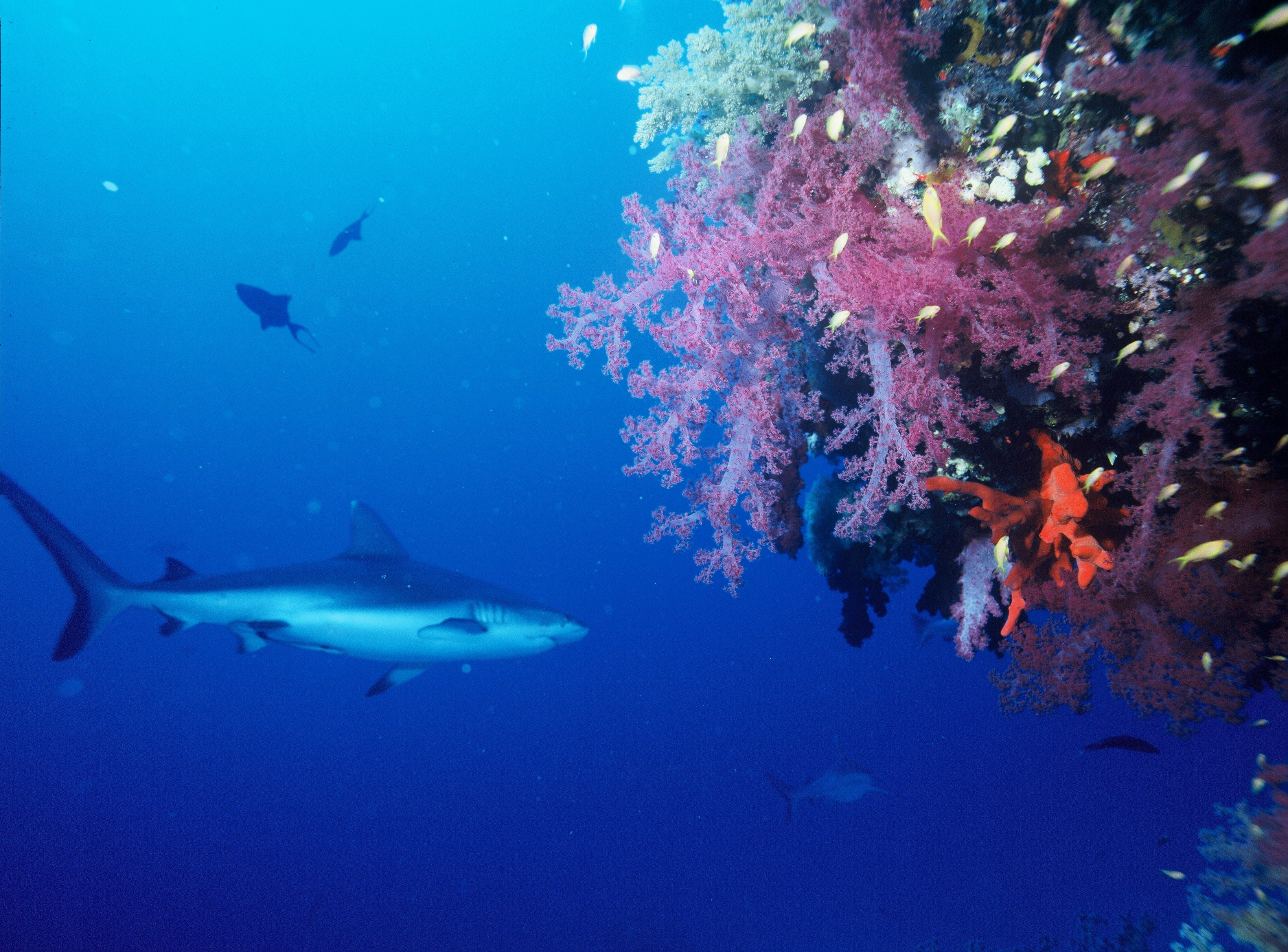
サンゴ礁のドロップオフを好む。

インド洋・太平洋に生息する。インド洋では南アフリカからインド（マダガスカルと近隣の諸島・紅海・モルディブを含む）。西部太平洋では中国南部からオーストラリア北部・ニュージーランド（タイランド湾・フィリピン・インドネシアを含む） ・中部太平洋の海洋島に分布する。
八重山諸島のサメ駆除で1.6m、31kgの個体の写真確認ほか小笠原諸島から写真記録が得られているものの、標本に基づく日本からの確実な記録はないとされている。
沿岸の浅海性で、60mより浅い場所で主に見られる。だが、最深で1000mまで潜ることが知られている。大陸棚・島棚上にある、澄んだ水と険しい地形のあるサンゴ礁の、潮流が当たる場所を好む。礁の外縁部のドロップオフ、特に流れの強い礁の谷地形付近でよく見られ、礁湖内には少ない。稀に、数km沖合の外洋域で見られることがある。

## 生態

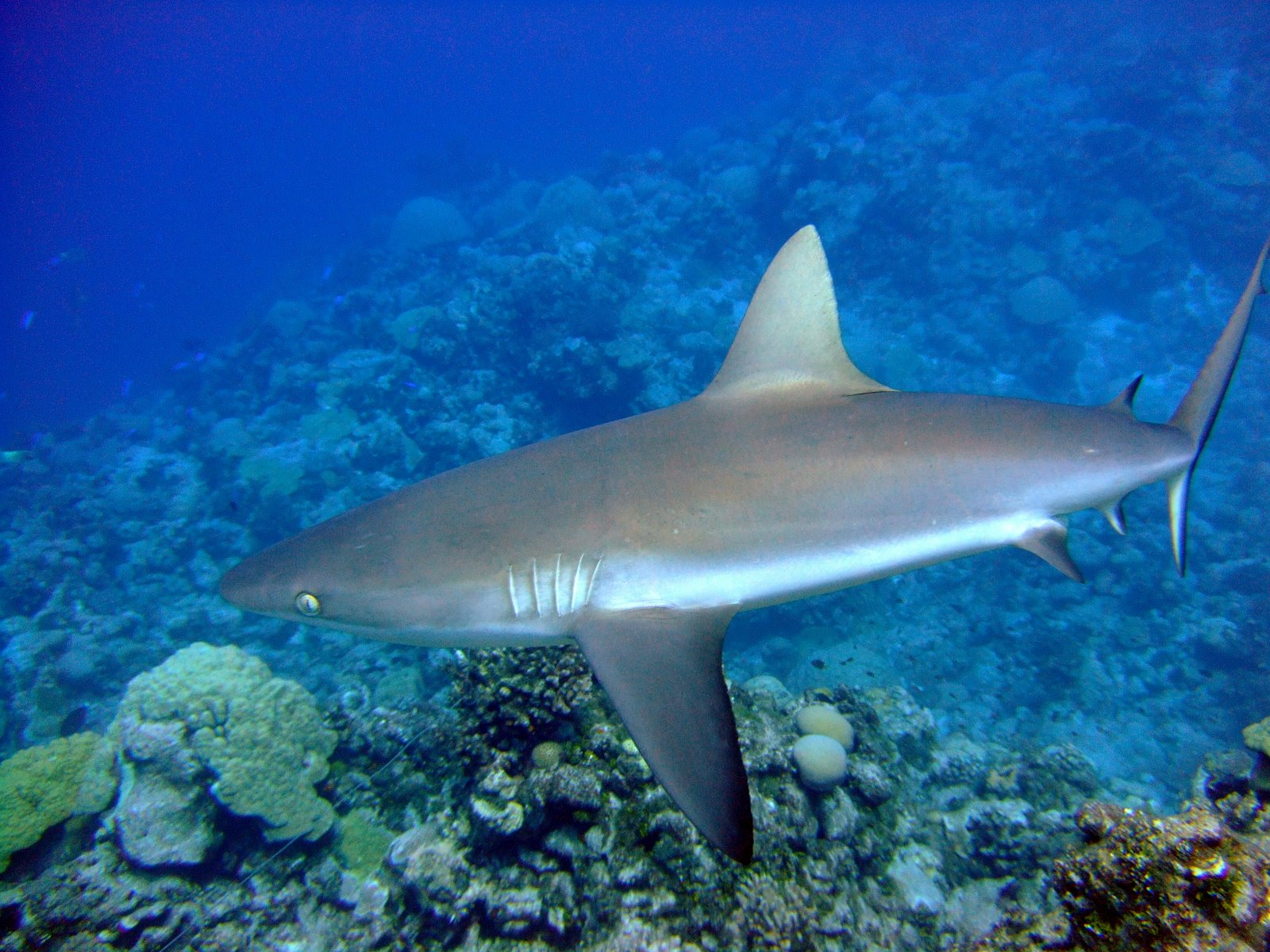
ウェーク島の雌個体。インド太平洋のサンゴ礁では最も一般的なサメの一つである。

ツマグロ・ネムリブカと並んで、インド太平洋のサンゴ礁では最も一般的なサメの一つである。自身より大きい種であっても、ほとんどの他種のサメを自身の行動圏から追い出す。同様の環境に生息するツマグロは、より浅い場所で見られる。本種が多い地域にはメジロザメが少ない傾向があり、逆も同様である。これは餌生物が競合することによる競争排除則によるものと考えられる。
稀ではあるが外洋に出ることもあり、バショウカジキのような大型の外洋性魚類や海獣に付いて泳ぐ姿が見られる。25匹の本種個体が、25匹のクロトガリザメ・1匹のツマジロとともにハンドウイルカ属の大きなポッドを追っていた記録がある。ツムブリが自身の寄生虫を落とすため、本種の粗い肌に皮膚を擦り付けることが観察されている。
ツマジロのようなより大型のサメに捕食される。ランギロア環礁ではヒラシュモクザメが交尾行動後に疲弊した個体を日和見的に捕食した例がある。寄生虫として線虫のHuffmanela lata ・皮膚に寄生する数種のカイアシ類・鰓弁に付着するウミクワガタ類のGnathia trimaculata ・Gnathia grandilaris の幼生が知られる。

### 摂餌

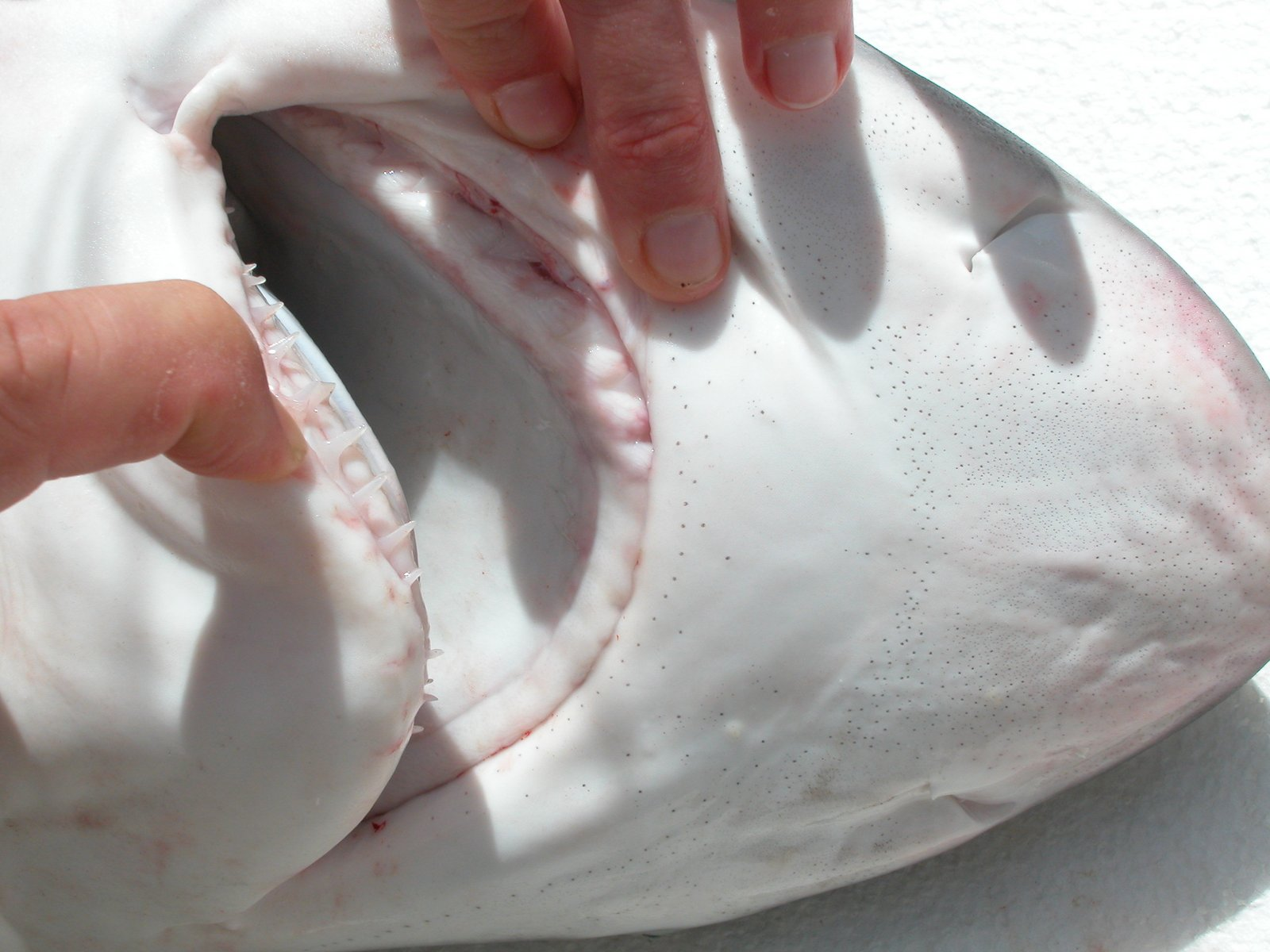
下顎歯は上顎歯より細い。

硬骨魚が最も重要な獲物で、次に頭足類が続き、カニ・ロブスターなどの甲殻類が残りを構成する。大型個体では頭足類の割合が増える。単独か群れで狩りを行い、小魚の群れをサンゴ礁の外壁に追い詰めて捕食することが知られる。開けた水中での狩りに優れ、洞窟や岩の隙間での狩りに優れるネムリブカと棲み分けている。嗅覚は非常に鋭く、10 ppbの濃度のマグロの体液を嗅ぎ分けられる。大量の餌が存在する場合は狂乱索餌を起こすことがあり、水中爆発で複数のフエダイ科魚類が死んだ時の記録では、サメ個体の1匹が狂乱索餌に巻き込まれて他の個体に捕食された。

### 生活史
交尾中には、雄は雌の体や鰭を噛んで固定する。他のメジロザメ類同様に胎生で、卵黄を使い果たした胚は卵黄嚢を胎盤に転換する。雌は右側の卵巣と両側の子宮が機能する。繁殖は2年毎で、産仔数は1-4（ハワイでは6）。産仔数は母体の大きさに連れて増える。妊娠期間は9-14ヶ月と推定されている。出産は南半球で7-8月、北半球で3-7月と考えられる。だが、エニウェトク環礁で秋に、臨月の雌が発見された報告もある。出生時は45–60 cm。性成熟は7歳頃で、雄は1.3–1.5 m・雌は1.2–1.4 mである。グレートバリアリーフでは雌の成熟は11年かかり、他の地域より遅く、その時点での大きさも僅かに大きい。寿命は最低でも25年。

## 行動

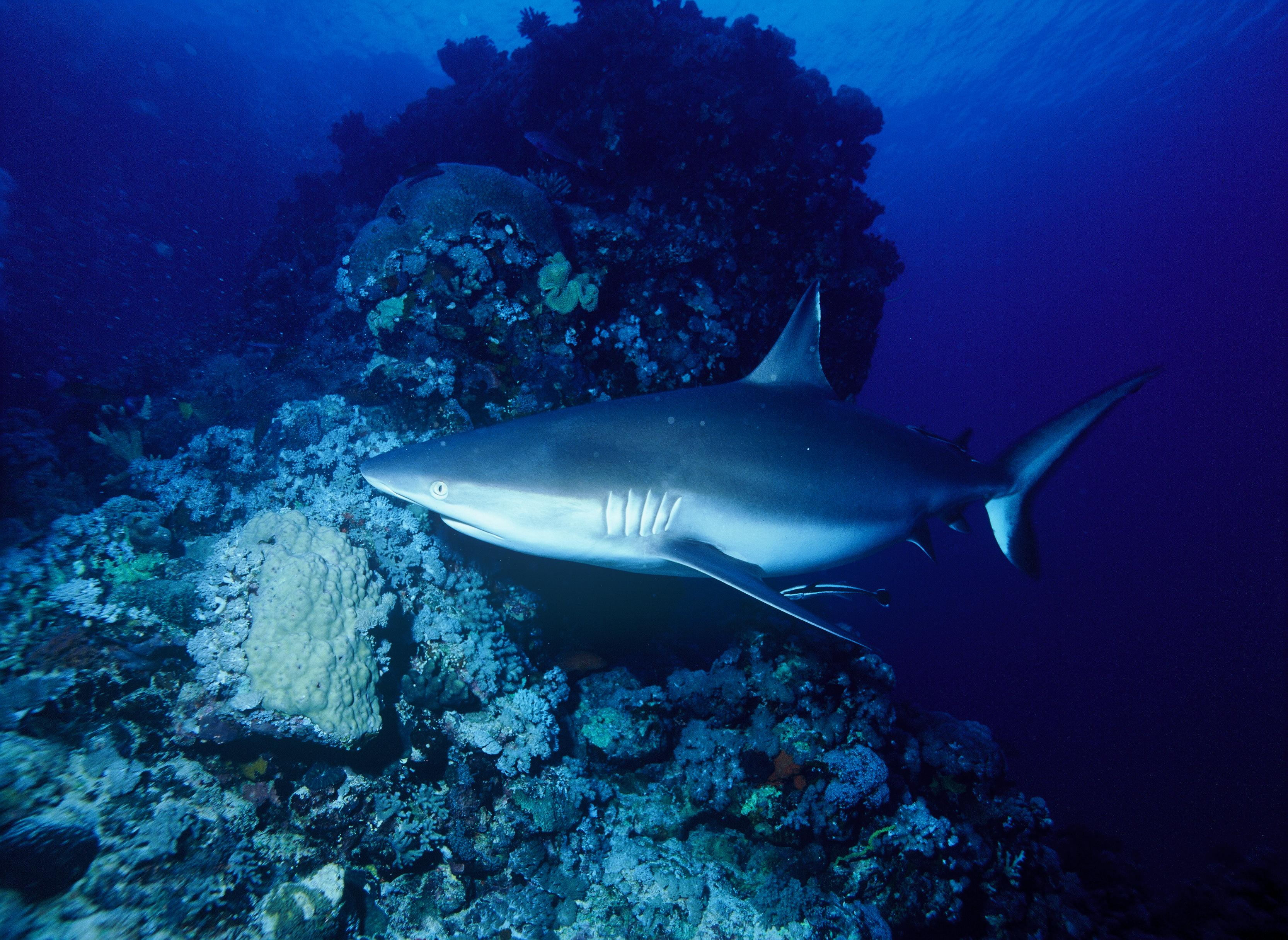
夜間に活動的になる。

一日中活動的であるが、特に夜の活動レベルが高い。ランギロアでは30匹程度の群れが行動圏内の特定の狭い場所に集まり、夜に餌を漁るためにより浅い場所に散開する。行動圏は約0.8km2程度。エニウェトク環礁では、礁の別の場所に生息する個体は、異なる行動パターンを示した。礁の外縁に生息する個体は縁に沿って長距離を放浪し、礁湖周辺や岩峰上に生息する個体は定まった昼夜の行動圏を持つ傾向にある。強い潮流の見られる場所では流れに逆らって移動し、引き潮時には沿岸に向かい、上げ潮時には外海へ戻る。これは獲物の匂いを見つけやすくするため、または濁った水に隠れて狩りをするためだと考えられる。
縄張りは持たないと考えられ、同種の行動圏内への進入・摂餌には寛容である。ハワイでは3年間に渡って同じ場所に留まることが観察されたが、ランギロアでは15km程度の範囲内で頻繁に場所を移動した。エニウェトクでは特定の場所で非常に攻撃的になり、行動圏に進入する他種に優位性を誇示していると考えられる。

### 社会性

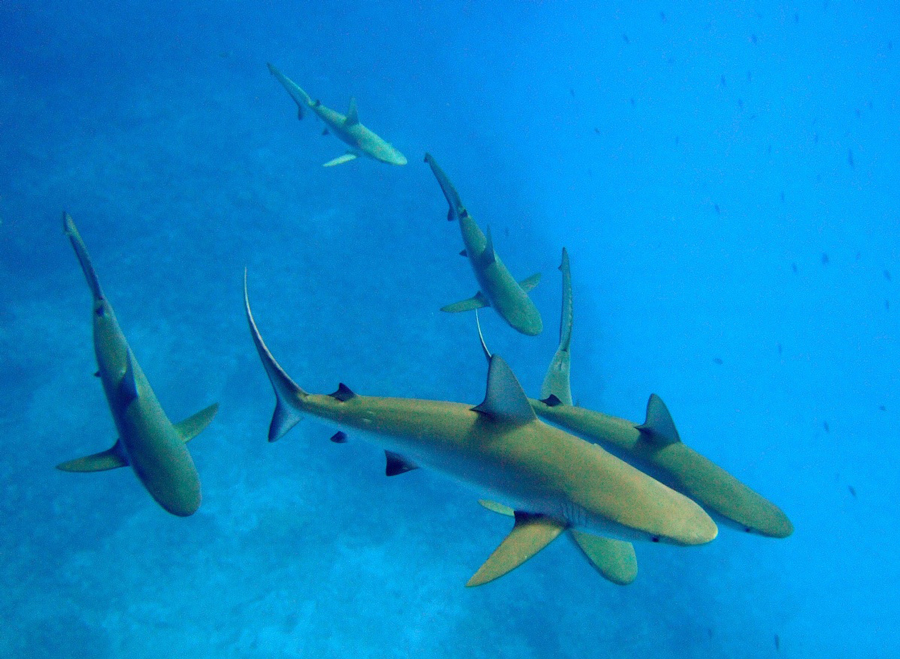
ハワイ・クレ環礁の個体。日中は群れを作ることが多い。

社会行動はよく調査されている。ハワイ諸島の北西部では、多数の妊娠雌が、稀に背鰭や背中を海面から出しながら、浅瀬をゆっくり円を描いて泳ぐ姿が観察される。これらの群れは11:00-15:00まで存在し、日の高い時刻にピークに達する。ジョンストン島北東のサンド島では、雌は3-6月に同様の群れを形成し、その個体数は年によって変化する。毎日、9:00頃に個体が集合場所に集まり始め、その数は午後にピークに達し、19:00頃には解散する。各個体は1-6日ごとにこの群れに参加する。これらの雌個体は、暖かい水域で胎児の成長を促していると考えられる。また、望ましくない雄の接近を避ける効果もあるかもしれない。エニウェトクではハワイ同様、30匹程度の雌が浅瀬に群れて円を描いて泳ぐことが観察されており、やはり交尾や出産のためであると考えられている。
第二のパターンの群れとして、ドロップオフの近くでは朝に5-20匹の緩い群れが形成されて時間とともに数を増やし、夜になる前に解散する。また、浅瀬や岩峰の上には、日中も単独でいる個体も存在する。

### 威嚇行動

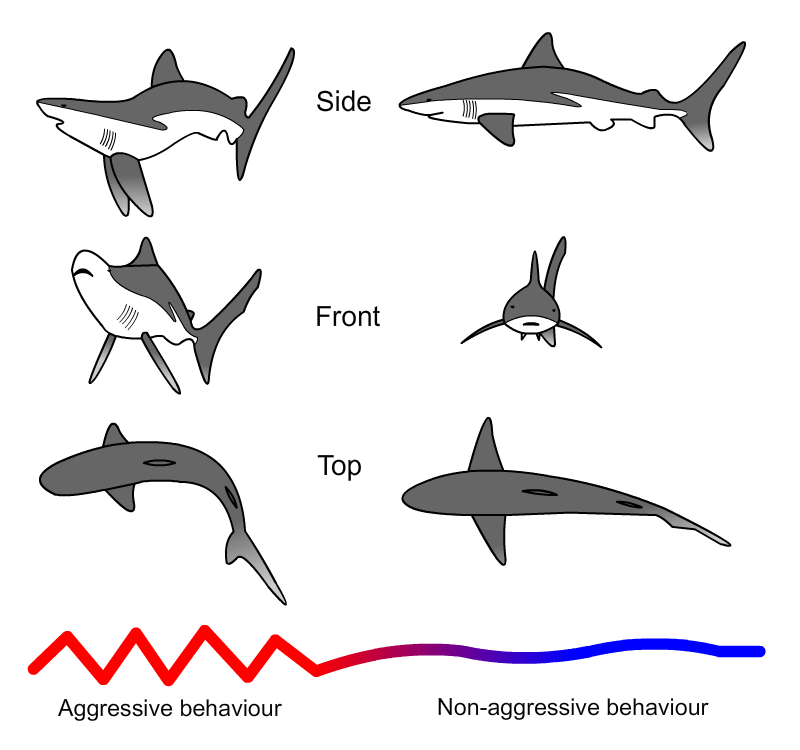
遊泳時（右）と威嚇行動時（左）の姿勢の比較。下の線は泳ぎ方を示す。

本種の威嚇行動は直感的に最も顕著なもので、サメの敵対行動としては最もよく知られているものである。この動作はダイバーが直接接近することによって調査されており、いくつかの例では攻撃に至っている。サメは頭を上げ、胸鰭を下げて背を弓なりに反らせ、体を横方向に湾曲させる。この姿勢を維持しながら、硬い動きで横方向に泳ぎ、回転したり8の字を描いたりすることもある。脅威がより接近した場合や、他のサメや地形で退路が塞がれている場合は、威嚇行動はより激しくなる。ダイバーが去らない場合、サメは撤退するか、口を開けて突進し上顎歯で切り裂いてくる。
観察された威嚇行動の多くはダイバーまたは潜水艇に向けられたもので、後方か上方数mの距離を追跡・接近してくる。ウツボや、ある例ではヒラシュモクザメに対する威嚇行動も記録されており、後者はその後撤退している。だが、同種に向けた威嚇行動は観察されておらず、この行動は競争相手ではなく主に捕食者などの外敵に向けたものであることが示唆される。縄張りは持たないが、自身の周囲にはある一定体積の"個人空間"を持ち、内部への進入を防御すると考えられる。ポリネシア・ミクロネシアの個体と比べ、西太平洋・インド洋の個体は攻撃性が低く、威嚇行動も少ない。

## 人との関わり
ダイバーに興味を示し、最初に水に入った時にはかなり近づいてくるが、繰り返し入ると興味を失う。餌の存在下では危険で、外海では沿岸より攻撃的になる傾向がある。スピアフィッシングの獲物を狙ったとみられる偶発的な攻撃も知られている。追いかけられた場合に反撃に転じることがあるため、威嚇行動が始まった場合は直ぐにサメの方を向いたままゆっくりと後退するべきである。また、カメラのフラッシュに起因して少なくとも1件の攻撃が引き起こされており、威嚇行動の撮影はすべきでない。それほど大きくはないが攻撃力はあり、威嚇行動を観察中の研究者の潜水艇を数回に渡って攻撃し、窓に噛み跡を残しスクリュープロペラの1枚をもぎ取った例がある。攻撃は一貫して6m程度の距離から開始されており、2回目、3回目の攻撃を行うことも可能である。2008年の国際サメ被害目録には7件の非挑発事例と6件の挑発事例が記録され、死亡例はない。
ココス島などの比較的人の手が入っていない場所ではまだ豊富に見られるが、繁殖力が低く生息環境が限られ、あまり生息地を移動しないことから地域的に減少しやすい。IUCNは保全状況を準絶滅危惧としている。分布域の多くの場所で、多種を対象とした漁業で漁獲され、フカヒレや魚粉などに加工される。サンゴ礁の減少や開発も脅威であり、いくつかの個体群はかなり減少している証拠がある。Anderson et al.. (1998) によると、チャゴス諸島では、1996年の個体数は1970年代の14%のレベルだった。Robbins et al.. (2006) によると、グレートバリアリーフの漁業許可水域では、船の進入が許可されない水域と比べ97%も減少していた。さらに、漁業は許可されないが船の進入が許されている水域でも同程度の減少が見られたことから、密漁が行われていると考えられる。今後の予測では、追加の保護政策なしでは、20年内に個体数は元のレベルの0.1%にまで減少することが示唆されている。水中で観察しやすいサメであり、モルディブなど多くの国で適切なダイビング場所が保護されていることから、エコツーリズムによる保護活動も考えられている。
日本では、過去にしながわ水族館で飼育記録がある。